# تيري روزير
تيري روزير (بالإنجليزية: Terry Rozier)‏ مواليد 17 مارس 1994 في يونغزتاون، هو لاعب كرة سلة محترف أمريكي بدأ مسيرته الاحترافية في سنة 2015 حيث تم اختياره من قبل فريق بوسطن سيلتكس خلال الدرافت، يلعب مع فريق بوسطن سيلتكس في الرابطة الوطنية لكرة السلة ويحمل الرقم 12. يبلغ طوله 6 قدم 2 بوصة (1.9 م).

## إحصائيات المسيرة

### الموسم الاعتيادي
| السنة   | الفريق       | لعب | بدأ | دقيقة | ميداني% | ثلاثية | حرة  | ارتداد | صنع | استلاب | تصدي | نقطة |
| ------- | ------------ | --- | --- | ----- | ------- | ------ | ---- | ------ | --- | ------ | ---- | ---- |
| 2015–16 | بوسطن سيلتكس | 39  | 0   | 8.0   | .274    | .222   | .800 | 1.6    | 0.9 | 0.2    | 0.0  | 1.8  |
| المسيرة | المسيرة      | 39  | 0   | 8.0   | .274    | .222   | .800 | 1.6    | 0.9 | 0.2    | 0.0  | 1.8  |

## روابط خارجية
- تيري روزير على موقع إن بي أي (الإنجليزية)
- تيري روزير على موقع سبورتس رفرنس (الإنجليزية)
- تيري روزير على موقع كرة السلة الأوروبية.كوم (الإنجليزية)
- تيري روزير على موقع إي إس بي إن.كوم (الإنجليزية)
- تيري روزير على موقع كلية كرة السلة في سبورتس رفرنس.كوم (الإنجليزية)
- تيري روزير على موقع ريلجم (الإنجليزية)
- تيري روزير على موقع بروبوليرز (الإنجليزية)
- تيري روزير على موقع سبورتس رفرنس (الإنجليزية)